# Покровский, Георгий Иосифович
Гео́ргий Ио́сифович Покро́вский (13 апреля 1901, Киев, Российская империя—1979) — учёный в области технической физики, физики взрыва, астрофизики и ядерной физики; генерал-майор инженерно-технической службы, заслуженный деятель науки и техники РСФСР (1967). Доктор технических наук. Профессор. Известен также как художник-фантаст. Публицист, художник, популяризатор науки, в том числе космонавтики.
Член редакционной коллегии журнала «Техника — молодёжи».
Генерал-майор инженерно-технической службы в отставке
Лауреат Государственной премии СССР. Действительный член Академии Артиллерийских наук.
Работал заместителем Начальника, Начальником Кафедры авиационных боеприпасов, исполняющим обязанности заместителя Начальника Академии по научной и учебной работе, Начальником Кафедры атомного и химического оружия Военно-воздушной инженерной Академии имени Н. Е. Жуковского; Научным консультант 6-го Управления Министерства обороны СССР.
Первым в СССР предложил идею создания дальнего экспедиционного вездехода в 1936 году. Он указал основные области применения больших вездеходов: грузоперевозки, исследовательские и спасательные операции — вне зависимости от погоды, состояния льдов и грунта. В числе конструктивных особенностей, предсказанных Покровским: передвижение в воде за счёт перемотки гусениц с развитыми грунтозацепами, большая ширина гусениц обеспечивающая низкое давление на грунт, дизель в качестве главного двигателя.

## Биография
Родился 31 марта (по новому стилю — 13 апреля) 1901 года в Киеве. Георгий Иосифович родился в семье видного российского цивилиста — Покровского Иосифа Алексеевича.
В 1918 году Георгий Иосифович Покровский поступил на Технологический факультет Московского института народного хозяйства имени Г. В. Плеханова, который окончил в 1923 году.
Во время учёбы в институте с февраля 1919 года работал лаборантом, а с октября 1920 года являлся Преподавателем физики Рабочего факультета в родном институте.
С мая 1921 года — снова лаборант Московского института народного хозяйства имени Г. В. Плеханова.
С октября 1925 года — ассистент Кафедры физики Московского высшего технического училища имени Н. Э. Баумана.
С сентября 1929 года — Заведующий Кафедрой физики Московского Высшего инженерно-строительного училища.
По совместительству в 1930—1932 годах работал Научным работником во Всесоюзном электротехническом институте.
В 1927—1938 годах — в Институте сооружений, консультантом в Дорожном научно-исследовательском институте, консультантом в Торфяном институте, консультантом Лаборатории гидромеханизации строительства Куйбышевского гидроузла.
В июне 1932 года по специальному решению Правительства СССР Г. И. Покровский призван в Вооруженные силы СССР и назначен на должность Преподавателя Военной инженерной Академии Рабоче-крестьянской Красной Армии с присвоением ему учёного звания Профессор.
В 1938 году — доктор технических наук.
С марта 1933 года по март 1942 года и с мая 1943 года по август 1947 года — начальником Кафедры физики Военной инженерной Академии РККА имени В. В. Куйбышева.
С марта 1942 года по май 1943 года он работал Старшим преподавателем Кафедры подрывных работ этой же Академии.
Одновременно в годы Великой Отечественной войны по совместительству работал Начальником лаборатории удара взрыва и кумуляции, Научным консультантом Научно-исследовательского инженерного института РККА.
В 1943 году Георгию Иосифовичу Покровскому было присвоено воинское звание «Генерал-майор инженерно-технической службы».
В апреле — июне 1945 года находился в командировке в Германии, Австрии, Венгрии и Чехословакии в советских воинских частях по заданию Начальника Инженерных войск Красной армии.
20 сентября 1946 года избран Действительным членом Академии Артиллерийских наук по отделению № 3 (отделение баллистики и артиллерийского вооружения) и оставался им до 23 апреля 1953 года — Дня выхода Приказа Министра Обороны СССР № 0064 «Об организационной структуре и штатной численности Управления Командующего артиллерией», поставившей «точку» в деятельности Академии, как самостоятельной научной организации.
С августа 1947 года Г. И. Покровский работал заместителем Начальника Кафедры авиационных боеприпасов Военно-воздушной инженерной Академии имени Н. Е. Жуковского.
С апреля 1949 года по сентябрь 1951 года и с декабря 1952 года по январь 1954 года — являлся Начальником Кафедры боеприпасов.

С сентября 1951 года по декабрь 1952 года временно исполнял обязанности заместителя Начальника Академии по научной и учебной работе, а с января 1954 года по октябрь 1968 года являлся Начальником Кафедры атомного и химического оружия.

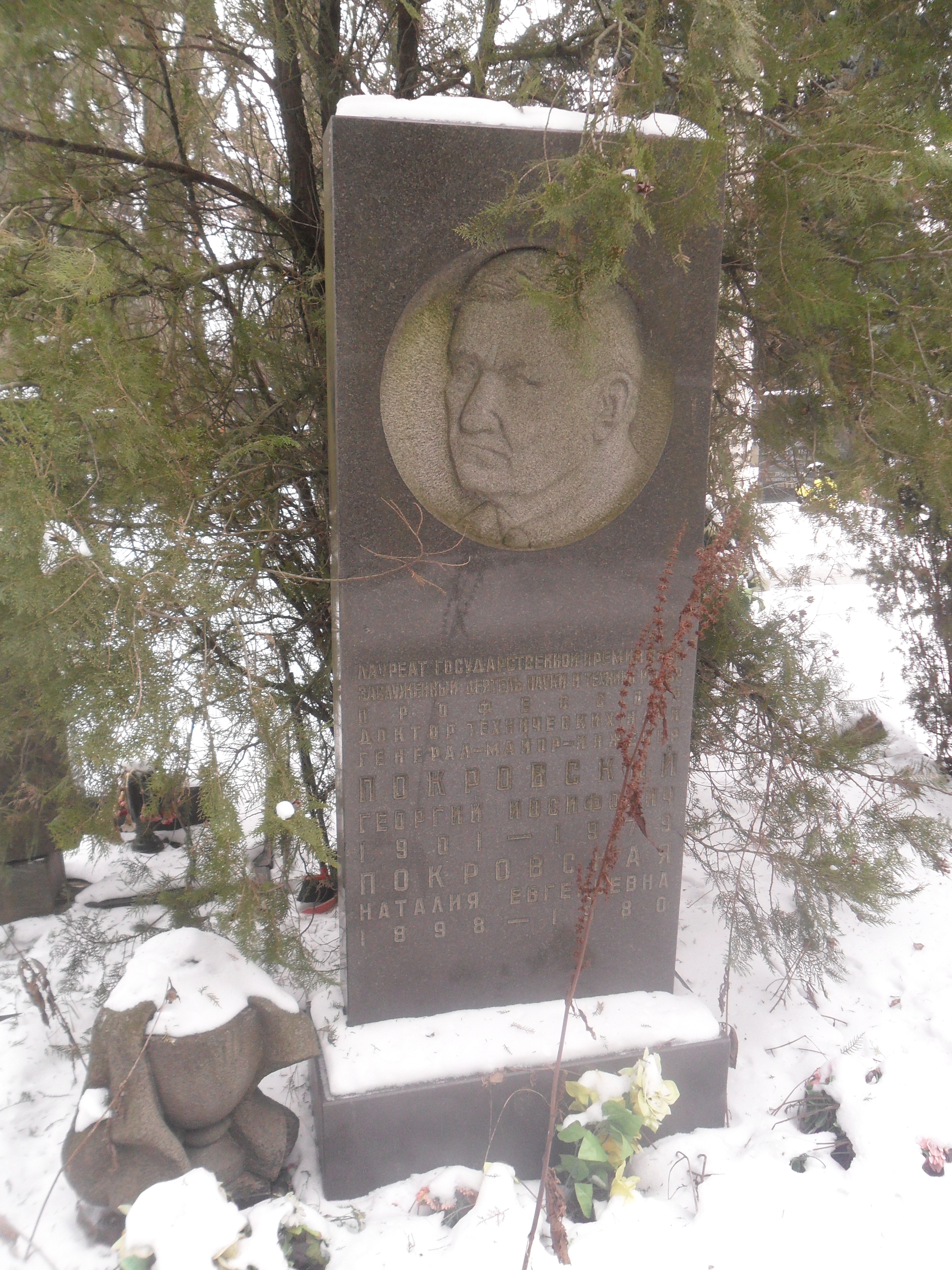
Могила Покровского на Кунцевском кладбище Москвы

Одновременно (в ноябре 1953-го — июле 1955 годов) — Научный консультант 6-го Управления Министерства обороны СССР, на которое были возложены функции координации научно-исследовательских работ, разработки специальных требований по боевому использованию войск в условиях применения ядерного оружия, организации и проведению испытаний ядерного оружия, контроля деятельности специальных отделов в видах вооруженных сил.
В октябре 1968 года Георгий Иосифович Покровский был уволен из Вооружённых сил СССР в звании Генерал-майор.
Скончался 15 января 1979 года.
Похоронен он в Москве, на Кунцевском кладбище (уч. № 10).

## Научный вклад
Г. И. Покровский — автор около 30-ти изобретений, более 370-ти книг, мемуаров, монографий, статей и брошюр, которые были опубликованы как в советской, так и в зарубежной печати.
В числе работ Георгия Иосифовича научные и научно-популярные статьи посвящённые освоению космического пространства.
Ещё в начале своей научной деятельности Георгий Иосифович занимается исследованиями оптики дисперсных систем, физической оптикой, квантовой физикой, астрофизикой.
В 1923—1928 годах он установил ряд закономерностей при рассеивании света в различных дисперсных средах.
Им создан оригинальный прибор — опалоскоп, заимствованный впоследствии фирмами Цейса и Герца.
В работах по квантовой физике им был введен ряд понятий, ныне общепринятых, и впервые поставлен ряд новых вопросов; так, например, вопрос о наличии заряда, у протонов поставлен на основании опытов по измерению эффекта Эпштейна при солнечных затмениях.
Одновременно он работал в области физики грунтов.
В 1928 году он был избран членом Германского общества физиков.
Г. И. Покровский разработал комбинированный метод изучения напряжений в грунтах (электрооптический), успешно примененный на строительстве метрополитенов, организовал лаборатории по теории грунтов в Торфяном институте, Институте водоснабжения и гидрогеологии.
Совместно с И. С. Федоровым им разработан метод моделирования процесса деформации грунтов, примененный на строительстве канала имени Москвы.
Является также автором работ посвящённых широким и чрезвычайно интересным областям физики: оптика дисперсных систем, квантовая физика, физика и механика грунтов, удары и взрывы, поражающее действие ядерного оружия.
Он является создателем учения о поле взрыва и системы экспериментальных методов его исследования. Во время Великой Отечественной войны Георгий Иосифович организовал специальную лабораторию по этому вопросу в Киргизском филиале Академии Наук СССР, где продолжал свои исследования.
Он был крупным специалистом и исследователем по вопросам технического приложения физики к инженерно-строительной и военно-инженерной специальностям. Так, он принимал активнейшее участие в расчете и создании методом направленного взрыва уникальных плотин в Медео и на Вахше.
в 1936—1937 годах Георгий Иосифович Покровский первым внятно и подробно изложил идею большого и дальнего экспедиционного вездехода, воплощённую в жизнь конструктором автомобильной и специальной техники Виталием Андреевичем Грачёвым.
Опубликовал статьи «Арктический танк-амфибия» и «Танк в Арктике», в которых предложил создать трансполярный грузопассажирский вездеход с общей массой 1000 тонн.
В числе конструктивных особенностей, обозначенных Покровским:
- передвижение в воде за счет перемотки гусениц с развитыми грунтозацепами, что устраняет необходимость использования уязвимого винторулевого комплекса; большая ширина гусениц, обеспечивающая малое давление на грунт;
- дизель в качестве главного двигателя.

## Популяризация науки

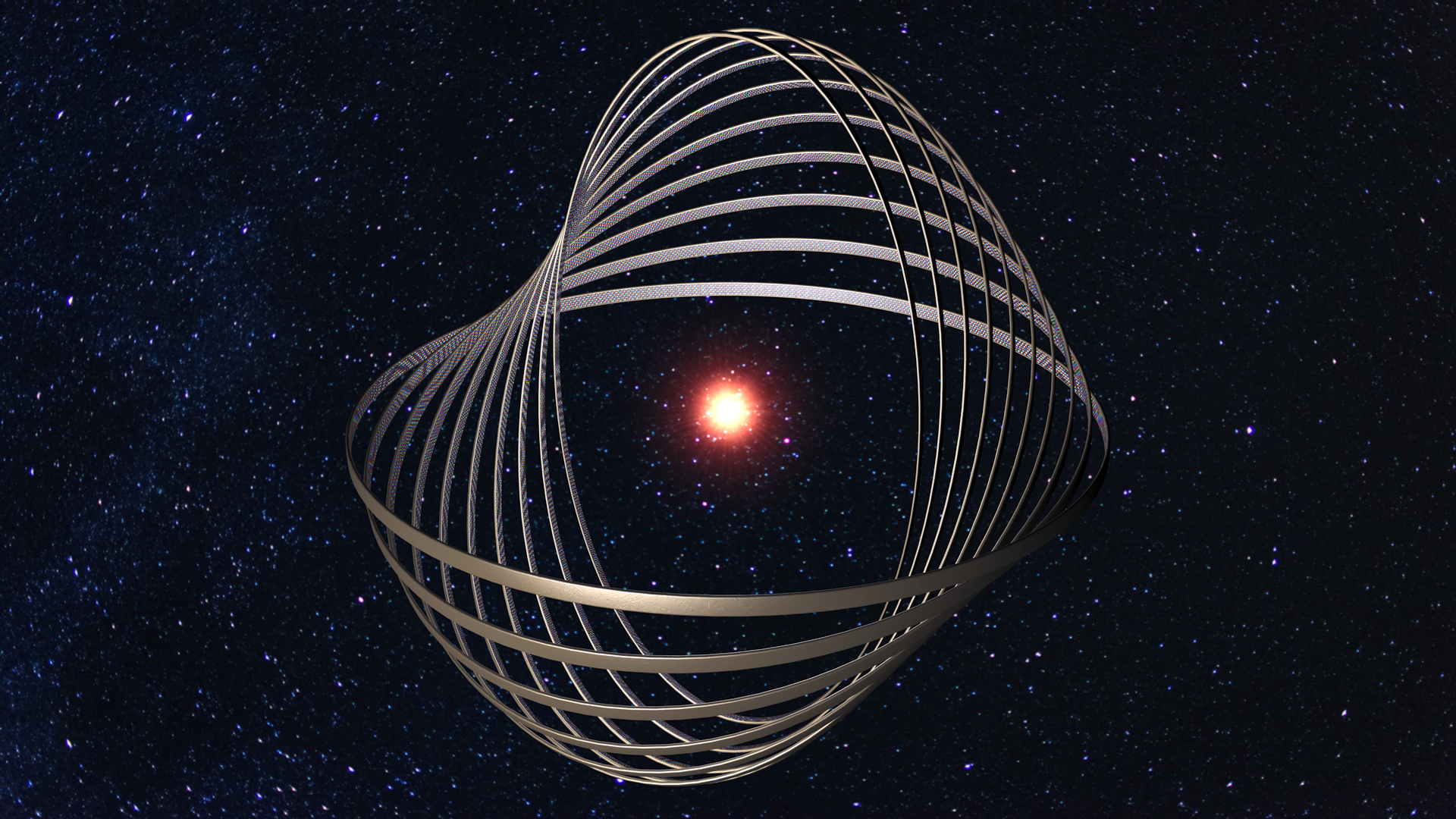
Раковина Покровского — модификация на тему сферы Дайсона, представляющая собой совокупность колец и предсказанная Г. И. Покровским.

Член редколлегии журнала «Техника — молодёжи» с 1936 года Г. И. Покровский активно пропагандировал исторический опыт, приоритеты русских учёных в науке и технике, являлся сторонником доступного изложения сложных научных проблем в научно-популярных журналах для детей и юношества.

## Художественная деятельность
Автор первых в истории изобразительного искусства научно-фантастических иллюстраций, которые были опубликованы в его любимом и родном журнале «Техника молодёжи».
Именно благодаря зоркому взгляду Георгия Иосифовича Покровского, его удивительному чувству нового читатели журнала смогли зримо представить себе космическую архитектуру будущего, первый реактор, ракетный вокзал, неповторимые и странные для своего времени тонкопленочные сооружения.

## Награды
Постановлением Совета Министров СССР "За сооружение каменнонабросной плотины Байпазинского гидроузла на реке Вахш массовыми направленными взрывами «на сброс» в 1971 году Георгий Иосифович Покровский (в составе авторского коллектива) был удостоен Государственной премии СССР.
Ему присвоено Почётное звание «Заслуженный деятель науки и техники РСФСР».
Награждён орденом Красного знамени, двумя орденами Красной Звезды, медалями.

## Избранная библиография

### Научные труды
- Архитектура и законы зрения, М., 1936
- Исследования по физике грунтов, М.—Л., 1937
- Моделирование прочности грунтов, М.—Л., 1939 (совм. с И. С. Федоровым)
- Трение и сцепление в грунтах, М.—Л., 1941
- Направленное действие взрыва, М., 1942
- Основы расчета зарядов, М., 1945
- Теория и практика строительства плотин направленными взрывами, М., 1951 (совм. с M. M. Докучаевым и И. С. Федоровым)
- Центробежное моделирование для решения инженерных задач, М., 1953 (совм. с И. С. Федоровым)
- Центробежное моделирование в строительном деле, М., 1968 (совм. с И. С. Федоровым)
- Центробежное моделирование в горном деле, М., 1969 (совм. с И. С. Федоровым)
- Возведение гидротехнических земляных сооружений направленным взрывом, М., 1971 (совм. с И. С. Федоровым).

### Научно-популярная литература
Небесные работяги//Техника — молодежи. 1971 год, № 3, стр. 8-9
«На века!» Г. И. Покровский рассказывает о своих картинах//Техника-молодежи. 1976 год, № 1, стр. 10-11